# Dobromir Żeczew
Dobromir Żeczew, bułg. Добромир Жечев (ur. 12 listopada 1942 w Sofii) – bułgarski piłkarz grający na pozycji defensywnego pomocnika lub obrońcy oraz trener piłkarski.
Był zawodnikiem Spartaka Sofii (1959–1968) oraz Lewskiego Sofia (1969–1974), z którym wywalczył dwa tytuły mistrza kraju (1971 i 1974), dwa Puchary Armii Sowieckiej (1970 i 1971) oraz w sezonie 1969-70 dotarł do ćwierćfinału Pucharu Zdobywców Pucharów. Łącznie w I lidze rozegrał 369 meczów i strzelił 19 goli. Z reprezentacją Bułgarii, w której barwach od 1961 do 1974 roku wystąpił w 73 meczach (1 zdobyta bramka), brał udział w czterech mundialach – w 1962, 1966, 1970 i 1974.
Po zakończeniu kariery piłkarskiej rozpoczął pracę szkoleniową. Dwukrotnie był trenerem Lewskiego Sofia, który dwukrotnie doprowadził do wicemistrzostwa Bułgarii (1983 i 1989). Ponadto prowadził FK Chaskowo, Bełasicę Petricz, Łokomotiw Gorną Oriachowicę, Dunaw Ruse i Akademik Swistow oraz kluby z Arabii Saudyjskiej, Algierii i Cypru.